# Collegio uninominale Sicilia - 01 (2017)
Il collegio elettorale uninominale Sicilia - 01 è stato un collegio elettorale uninominale della Repubblica Italiana per l'elezione del Senato tra il 2017 ed il 2022.

## Territorio
Come previsto dalla legge elettorale italiana del 2017, il collegio era stato definito tramite decreto legislativo all'interno della circoscrizione Sicilia.
Era formato dal territorio di 4 comuni: Capaci, Isola delle Femmine, Torretta, Ustica e da parte del territorio del comune di Palermo (quartieri Arenella-Vergine Maria, Boccadifalco, Borgo Nuovo, Cruillas-San Giovanni Apostolo, Montepellegrino, Pallavicino, Partanna-Mondello, Resuttana-San Lorenzo, Tommaso Natale-Sferracavallo, Altarello, Libertà, Malaspina-Palagonia, Noce, Palazzo Reale-Monte di Pietà, Politeama, Tribunali-Castellammare, Uditore-Passo di Rigano, Zisa).
Il collegio era parte del collegio plurinominale Sicilia - 01.

## Eletti
| Elezione | Elezione | Senatore            | Partito            |
| -------- | -------- | ------------------- | ------------------ |
|          | 2018     | Stanislao Di Piazza | Movimento 5 Stelle |

## Dati elettorali

### XVIII legislatura
Come previsto dalla legge elettorale, 116 senatori erano eletti con sistema a maggioranza relativa in altrettanti collegi uninominali a turno unico.
| Candidati              | Candidati                     | Voti    | %     | Liste                    | Voti    | %     |
| ---------------------- | ----------------------------- | ------- | ----- | ------------------------ | ------- | ----- |
|                        | Stanislao Di Piazza ✔️ Eletto | 87 301  | 43,86 | Movimento 5 Stelle       | 87 301  | 43,86 |
|                        | Giulio Tantillo               | 60 363  | 30,33 | Forza Italia             | 41 105  | 20,65 |
| Lega                   | Giulio Tantillo               | 60 363  | 30,33 | 10 047                   | 5,05    |       |
| Fratelli d'Italia      | Giulio Tantillo               | 60 363  | 30,33 | 6 349                    | 3,19    |       |
| Noi con l'Italia - UDC | Giulio Tantillo               | 60 363  | 30,33 | 2 862                    | 1,44    |       |
|                        | Teresa Piccione               | 33 154  | 16,66 | Partito Democratico      | 26 551  | 13,34 |
| +Europa                | Teresa Piccione               | 33 154  | 16,66 | 5 294                    | 2,66    |       |
| Italia Europa Insieme  | Teresa Piccione               | 33 154  | 16,66 | 743                      | 0,37    |       |
| Civica Popolare        | Teresa Piccione               | 33 154  | 16,66 | 566                      | 0,28    |       |
|                        | Pietro Grasso                 | 11 580  | 5,82  | Liberi e Uguali          | 11 580  | 5,82  |
|                        | Maria La Bianca               | 2 434   | 1,22  | Potere al Popolo!        | 2 434   | 1,22  |
|                        | Francesca Rampanti            | 2 361   | 1,19  | Il Popolo della Famiglia | 2 361   | 1,19  |
|                        | Letizia Badalamenti           | 942     | 0,47  | Italia agli Italiani     | 942     | 0,47  |
|                        | Giusy Morello                 | 622     | 0,31  | CasaPound                | 622     | 0,31  |
|                        | Alfonso Baio                  | 184     | 0,09  | Partito Valore Umano     | 184     | 0,09  |
|                        | Piero Di Fatta                | 96      | 0,05  | PRI - ALA                | 96      | 0,05  |
| Totale                 | Totale                        | 199 037 | 100   |                          | 199 037 | 100   |
|                        |                               |         |       |                          |         |       |
| Voti non validi        | Voti non validi               | 6 597   | 3,21  |                          |         |       |
| Votanti                | Votanti                       | 205 634 | 61,98 |                          |         |       |
| Elettori               | Elettori                      | 331 792 |       |                          |         |       |